# Michel Bompoil
Michel Bompoil est un acteur français né le 17 décembre 1959 à Nantes (Loire-Atlantique)

## Filmographie

### Cinéma
- 1986 : Les Fugitifs de Francis Veber
- 1987 : Le Moustachu de Daniel Chaussois
- 1988 : L'Enfance de l'art de Francis Girod : Simon
- 1994 : Mina Tannenbaum de Martine Dugowson
- 1995 : La Fille seule de Benoît Jacquot : Jean-Marc
- 1996 : L'Appartement de Gilles Mimouni : Directeur
- 1997 : Didier d'Alain Chabat : Coco
- 1997 : Nettoyage à sec d'Anne Fontaine : Robert
- 2000 : Le Secret de Virginie Wagon : François
- 2001 : On appelle ça... le printemps d'Hervé Le Roux : Mytch
- 2001 : Grégoire Moulin contre l'humanité d'Artus de Penguern : Adolf Hitler
- 2008 : Cages d'Olivier Masset-Depasse : Ambulancier
- 2008 : La Sainte Victoire de François Favrat : Godefroi Williams
- 2011 : La Conquête de Xavier Durringer : Henri Guaino
- 2014 : Un beau dimanche de Nicole Garcia : Franck
- 2018 : Et mon cœur transparent de David et Raphaël Vital-Durand : Kurt Bayer
- 2018 : Brillantissime de Michèle Laroque : Supporter foot
- 2019 : Notre dame de Valérie Donzelli : ingénieur
- 2019 : Les Traducteurs de Régis Roinsard : Robert Monteil
- 2020 : Le Goût du vin (Uncorked) de Prentice Penny : Vernon
- 2021 : Stillwater de Tom McCarthy : Rafe Laurent
- 2021 : Eugénie Grandet de Marc Dugain : l'adjudicateur
- 2021 : Flashback de Caroline Vigneaux : Maître Hasting
- 2021 : Ils sont vivants de Jérémie Elkaïm : Homme soigné
- 2021 : Princesse Dragon de Anthony Roux et Jean Jacques Denis : Le Roi (voix)
- 2022 : Canailles de Christophe Offenstein : Du Bellay
- 2023 : Flo de Géraldine Danon : Le joueur
- 2025 : 100 Millions ! de Nath Dumont : Berthier
- 2025 : Les Bodin's partent en vrille de Frédéric Forestier : Albert de Beauharnais

### Télévision
- 1992 : Les Cinq Dernières Minutes, épisode Le Faux Nez : Michel Bastide
- 1996 : Petit de Patrick Volson : Nicolas
- 1998 : Tout ce qui brille de Lou Jeunet : Gérard
- 1998 : Le Comte de Monte-Cristo de Josée Dayan : Villefort jeune
- 1999 : La Vie comme un dimanche de Roger Guillot : Le Père des Alsaciens
- 2001 : Avocats et Associés, épisode  Présumé coupable : Pierre
- 2003 : Le Prix de l'honneur de Gérard Marx : le commandant Faure
- 2004 : Joséphine, ange gardien, épisode Un frère pour Ben de Laurent Chouchan : Antoine
- 2004 : Femmes de loi, épisode Intime conviction : maître Peyret
- 2005 : Trois Jours en juin de Philippe Venault : Gaston Gollety
- 2005 : Le Proc, épisode Classe tous risques : François Vignal
- 2006 : Boulevard du Palais, épisode Rituels barbares : professeur Lalande
- 2006 : Léa Parker, épisode Poison mortel : Pasquier
- 2006 : Une femme d'honneur, épisode Une erreur de jeunesse : Michel Blin
- 2007 : PJ, épisode Substance nuisible : Alain Fedon
- 2007 : Les Bleus : Premiers pas dans la police, épisode Infiltration : le docteur Sapri
- 2007 : Sur le fil de Frédéric Berthe : Sylvain Méreuil
- 2008 : Paris, enquêtes criminelles, épisode Visions : Dr Thomas Dessart
- 2008 : Les Enfants d'Orion de Philippe Venault : Xavier Costes
- 2008 : Engrenages (saison 2) : Robert Bréan
- 2009 : Aveugle, mais pas trop de Charlotte Brandström : Marc
- 2009 : Blanche Maupas de Patrick Jamain : Paul Boudet
- 2009 : Julie Lescaut, épisode Les intouchables : Pierre Varlin
- 2009 : Avocats et Associés, épisode Cyrano : Dr Hervé Dumoncel
- 2009 : Reporters (saison 2) : Serge Attal
- 2009 : Section de recherches, épisode Chute libre : Eric Lamaison
- 2010 : L'Appel du 18 juin de Félix Olivier : Paul Reynaud
- 2010 : Drôle de famille ! de Stéphane Clavier : Benoît
- 2011 : Le vernis craque de Daniel Janneau : baron Barbier
- 2011 : L'Épervier de Stéphane Clavier : le comte de Kermellec
- 2011 : Saïgon, l'été de nos 20 ans de Philippe Venault : ministre de la Défense
- 2011 : À dix minutes de nulle part d'Arnauld Mercadier : Patron
- 2011 : Une Lubie de Monsieur Fortune de Philippe Venault : l'abbé
- 2012 : Hiver rouge de Xavier Durringer : François Montalembert
- 2012 : Chambre 327 de Benoît d'Aubert : Emmanuel Tedesco
- 2012 : Deux flics sur les docks, épisode Du sang et du miel : Jean-Michel Vannier
- 2012 : La Méthode Claire de Vincent Monnet : Paul Cassini
- 2013 : La Dernière Campagne de Bernard Stora : Henri Guaino
- 2013 : Le bonheur sinon rien ! de Régis Musset : Étienne
- 2013 : La Source de Xavier Durringer : Jérôme Teissier
- 2014 : Bleu catacombes de Charlotte Brandström : François Montalembert
- 2014 : Palace Beach Hôtel de Philippe Venault : général Montalembert
- 2015 : Sanctuaire d'Olivier Masset-Depasse : Christian Chevalier
- 2015 : Paris de Gilles Bannier : directeur du Dépôt
- 2017 : Le Secret de l'abbaye d'Alfred Lot : Simon Terruel
- 2016 - 2017 : Le Département (série télévisée) de Benjamin Busnel : Thierry Henri
- 2016 : Nina, épisode Papa, où t'es? : Franck Ariès
- 2016 : Rappelle-toi de Xavier Durringer : avocat général
- 2018 : Tunnel (saison 3) : Jean-Marc Sargent
- 2018 : Speakerine de Laurent Tuel : commissaire Jarel
- 2018 : Das Boot d'Andreas Prochaska : Mayor Brunel
- 2019 : Les Ombres rouges de Christophe Douchand : Julien de Haven
- 2019 : Tropiques criminels, épisode Les Anses d'Arlet : Nicolas Ferrier
- 2020 : Au-dessus des nuages de Jérôme Cornuau : docteur Vian
- 2020 : Astrid et Raphaëlle, épisode L'Homme qui n'existait pas : Philippe Coste
- 2020 : Alex Hugo, épisode Le Prix de la liberté : directeur prison
- 2021 : Un homme d'honneur de Julius Berg : Cyril Berhami
- 2021 : César Wagner, épisode Un Doigt de mystère : Michel Nevers
- 2021 : Les Héritiers de Jean-Marc Brondolo : Barlier
- 2022 : L'Homme de nos vies de Frédéric Berthe : Dominique Mancini
- 2024 : Becoming Karl Lagerfeld (mini-série télévisée Disney +) : Jacques Lenoir

## Théâtre
- 1993 : Henry VI de William Shakespeare, mise en scène Stuart Seide, Théâtre de Gennevilliers, Théâtre de la Métaphore, La Filature
- 1994 : Henry VI de William Shakespeare, mise en scène Stuart Seide, Festival d'Avignon, Théâtre de Gennevilliers, tournée
- 1995 : Henry VI de William Shakespeare, mise en scène Stuart Seide, La Ferme du Buisson, Théâtre national de Nice
- 2011 : Une banale histoire d'Anton Tchekhov, adapté et mise en scène par Marc Dugain au Théâtre de l'Atelier
- 2014 : Comment vous racontez la partie de Yasmina Reza au théâtre du Rond-Point
- 2020 : Le dernier jour du jeûne de Simon Abkarian